# Tomislav Ivković
Tomislav Ivković (in serbo Томислав Ивковић?; Zagabria, 11 agosto 1960) è un allenatore di calcio ed ex calciatore jugoslavo, di ruolo portiere, tecnico del Borac Banja Luka.

## Carriera

### Giocatore

#### Club
Debutta da professionista nel 1977 con la Dinamo Zagabria, dove resta fino a metà della stagione 1982-1983 prima di trasferirsi alla Dinamo Vinkovci, con cui chiude la stagione. A Zagabria vince il campionato jugoslavo 1981-1982 e due Coppe di Jugoslavia.
Si trasferisce quindi alla Stella Rossa, dove vince il campionato 1983-1984 e la Coppe di Jugoslavia 1985.
All'inizio della stagione 1985-1986 si trasferisce in Austria, al Wacker Innsbruck, prima di passare, nell'estate del 1988, al Wiener SC e chiudere la stagione 1988-1989 in Belgio, al Genk.
Nell'estate del 1989 decide quindi di trasferirsi in Portogallo, allo Sporting Lisbona, dove milita per quattro stagioni.
Nella stagione 1993-1994 gioca sempre in Portogallo, prima con l'Estoril Praia e poi con il Vitória Setúbal. Gioca poi per due stagioni con il Belenenses, prima di passare, per la stagione 1996-1997 al Salamanca UDS e chiudere la carriera, la stagione successiva con l'Estrela Amadora.
Nei primi anni della sua carriera è riuscito a segnare 2 reti in partite ufficiali.

#### Nazionale
Con la Nazionale jugoslava vanta 38 presenze e la partecipazione ai Europei del 1984, la vittoria della medaglia di bronzo alle Olimpiadi del 1984, e la partecipazione ai Mondiali del 1990.

### Allenatore
Il 26 aprile 2020 firma per l'Inter Zaprešić.
Il 18 giugno 2021 viene ufficializzato sulla panchina del Željezničar come successore di Blaž Slišković.
Il 3 aprile 2022 viene ufficializzato sulla panchina del Borac Banja Luka come successore di Nemanja Miljanović.

## Curiosità
Ivković vinse due scommesse con Diego Armando Maradona parandogli altrettanti rigori, nella Coppa UEFA 1989-1990 e nei Mondiali del 1990. In entrambi i casi, nonostante le parate, ebbe la meglio la squadra di Maradona.

## Palmarès

### Giocatore

#### Club
- Campionato jugoslavo: 1

Stella Rossa: 1983-1984
- Coppa di Jugoslavia: 1

Dinamo Zagabria: 1979-1980,

#### Nazionale
- Giochi del Mediterraneo: 1

 Spalato 1979
- Bronzo olimpico: 1

Los Angeles 1984